# Arne Fjellbu
Arne Fjellbu, né le 19 décembre 1890 à Decorah aux Etats-Unis et mort le 9 octobre 1962 à Trondheim en Norvège, était un évêque luthérien norvégien connu pour son rôle central dans la résistance de l'Église contre les autorités nazies pendant l'occupation de la Norvège. Il a été évêque du diocèse de Nidaros (Trondheim) de 1945 à 1960.

## Enfance et début de carrière
Il est né à Decorah, Iowa aux États-Unis dans le foyer du pasteur Karl Anton Fjellbu (1865-1933) et de sa femme Ellen Johanne Retvedt (1865-1941). En 1900, la famille a quitté les États-Unis pour retourner en Norvège. Il a obtenu son examen artium (équivalent au baccalauréat) à Kristiansand en 1909. Il a ensuite obtenu un diplôme supérieur de théologie à l'Université d'Oslo en 1914, a terminé son stage de pasteur proposant et fut consacré pasteur en 1916. En octobre 1918, il épouse Karen Christie (1892-1965). Il fut pendant plusieurs années le secrétaire général du Mouvement des Étudiants chrétiens norvégien. Il fut pasteur à Berlin de 1916 à 1917, puis à Borge de 1919 à 1921, et pasteur auxiliaire de la cathédrale de Nidaros, à  Trondheim, de 1921 à 1927. Il en promu pasteur principal en 1927 et doyen en 1937.

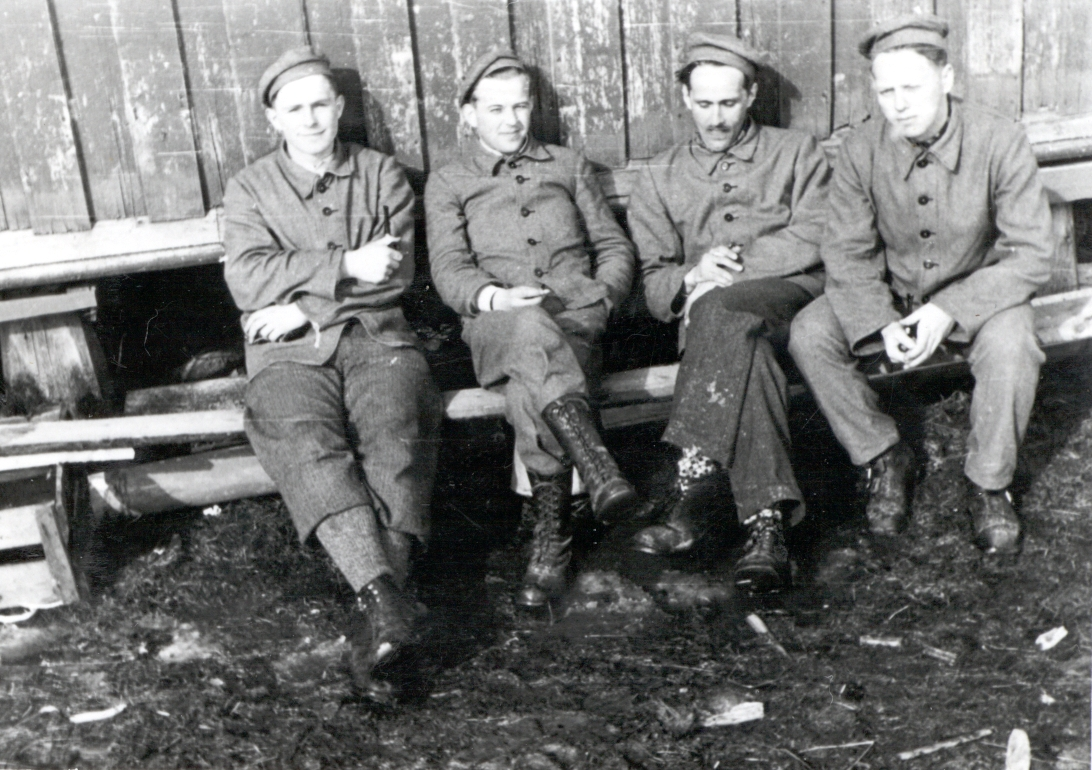
Le fils d'Arne Fjellbu (la plus à gauche) avec un groupe de camarades prisonniers à Falstad en 1942

## Carrière
En avril 1940, l'occupation de la Norvège par l'Allemagne Nazie a commencé, avec l'appui du parti politique norvégien pronazi Nasjonal Samling. Bien qu'il ait été connu dès 1940 comme opposant au Nasjonal Samling, Arne Fjellbu put continuer son ministère. Le 1er février 1942, cependant, les autorités exigent que le pasteur pro-nazi P. Blessing-Dahle préside une cérémonie religieuse pour célébrer l'inauguration (en norvégien: statsakten) du régime (pronazi) Quisling. Fjellbu organisa une contre-cérémonie le même jour, et pour cette raison, il fut révoqué le 19 février. Tous les évêques de l'Église de Norvège démissionnèrent alors (le 24 février 1942) en signe de protestation contre le régime nazi. Fjellbu avait un fils, également nommé Arne (né en 1921), qui fut emprisonné au camp de concentration de Falstad du 9 mars au 9 juin 1942. Fjellbu attribua la cohésion de l'Église de Norvège face au nazisme à la campagne menée par Frank Buchman et le Groupe d'Oxford en Norvège à partir de 1934.
Fjellbu fut expulsé de son diocèse de Nidaros le 1er mai 1942 et s'installa à Hølen, petite commune du sud-est du pays, avant d'être à nouveau expulsé vers l'île septentrionale d'Andøy en juin 1943. Il fut déporté d'Andøy vers Lillehammer à l'été 1944, mais s'enfuit en Suède à l'automne. En décembre 1944, le gouvernement norvégien en exil nomma Fjellbu évêque des régions libérées du nord de la Norvège,. Il arriva à Kirkenes le 12 janvier 1945 et visita les villes dévastées de Varangerbotn et Vardø ainsi que divers villages. Il exerça dans le Finnmark jusqu'à la fin mars, d'où il fut appelé à Londres pour prêcher à un service de mémorial en l'abbaye de Westminster le 9 avril. Il revint du Royaume-Uni à Stockholm en avion le 1er mai 1945, mais, en raison des événements, il ne put atteindre le Finnmark et partit pour Trondheim, en train, où il arriva le 9 mai. Il prononça un sermon dans une cathédrale de Nidaros bondée le jour suivant. Le lendemain de la capitulation de l'Allemagne, Arne Fjellbu devint l'évêque "faisant fonction" de Nidaros, avant d'être officiellement confirmé à ce poste en novembre 1945. Il a été inauguré le 13 janvier 1946. Durant les années de guerre, Fjellbu consigna les événements dans un journal secret, dont une partie a été publiée sous le titre Minner fra krigsårene (Souvenirs des années de guerre) en 1945.
Fjellbu resta évêque jusqu'à sa retraite en 1960. Il a été cofondateur du Conseil œcuménique des Églises en 1948, et membre de son comité exécutif en 1953. Il a également été actif dans la Fédération Luthérienne Mondiale. Il a écrit plusieurs livres, et un Festschrift (mélanges, ouvrage d'hommage) lui a été consacré lors de son soixante-dixième anniversaire.
Il est décédé en octobre 1962 à Trondheim.

## Distinctions
Arne Fjellbu a été fait docteur honoris causa de l'l'Université de Lund et de l'Université de St Andrews. Il a été membre de la Société royale des lettres et des sciences de Norvège et membre honoraire de la British and Foreign Bible Society ainsi que de l'International Mark Twain Society.
- Commandeur de l'ordre du Dannebrog

Il a été nommé officier de l'Ordre Royal norvégien de Saint-Olaf en 1958, et aussi Commandeur de l'Ordre (danois) du Dannebrog. Une rue porte son nom à Trondheim.